# Mount Works
Mount Works är ett berg i Antarktis. Det ligger i Östantarktis. Nya Zeeland gör anspråk på området. Toppen på Mount Works är 1 780 meter över havet, eller 673 meter över den omgivande terrängen. Bredden vid basen är 6,3 km.
Terrängen runt Mount Works är huvudsakligen kuperad, men den allra närmaste omgivningen är bergig. Trakten är obefolkad. Det finns inga samhällen i närheten.